# Etsuko Hirose
Etsuko Hirose, née en 1979 à Nagoya, est une pianiste japonaise. 

## Biographie
Etsuko Hirose commence le piano à l'âge de trois ans. À 6 ans, elle interprète avec un orchestre le Concerto pour piano no 26 de Mozart. À 15 ans, après avoir donné de nombreux concerts, elle s'installe en France. Elle entre à l'École normale de musique de Paris dans la classe de Germaine Mounier et obtient son diplôme à l'unanimité. Elle intègre ensuite le Conservatoire national supérieur de musique de Paris avec comme professeurs Bruno Rigutto et Nicholas Angelich où elle obtient en 1999 un premier prix de piano à l'unanimité. En 1997, elle obtient le premier prix au concours Martha Argerich, qui marque le début de sa carrière de soliste, puis en 1999 le prix Daniel Magne,. 
Elle se perfectionne ensuite auprès de Marie-Françoise Bucquet et Jorge Chaminé, et plus récemment, d'Alfred Brendel.  
Elle joue régulièrement à La Folle Journée de Nantes, au début de chaque année, événement qu'elle estime « incontournable ». Elle est particulièrement connue pour ses interprétations de Franz Liszt et Brahms. 

## Discographie
- Chaconne, 2004, Colombia Music Entertainment
- La Valse, 2005
- Fantaisies, Denon
- Le vent, Denon
- Chopin : Ballades et Nocturnes, 2010, Mirare
- Concertos de Litz et schumann, 2011, Mirare
- Balakirev, 2012, Mirare[10]
- Sonates pour piano, 2012, Mirare
- Des Knaben Wunderhorn, 2013, ELOQUENCE
- Russian Ballet Transcriptions, 2017, Piano21

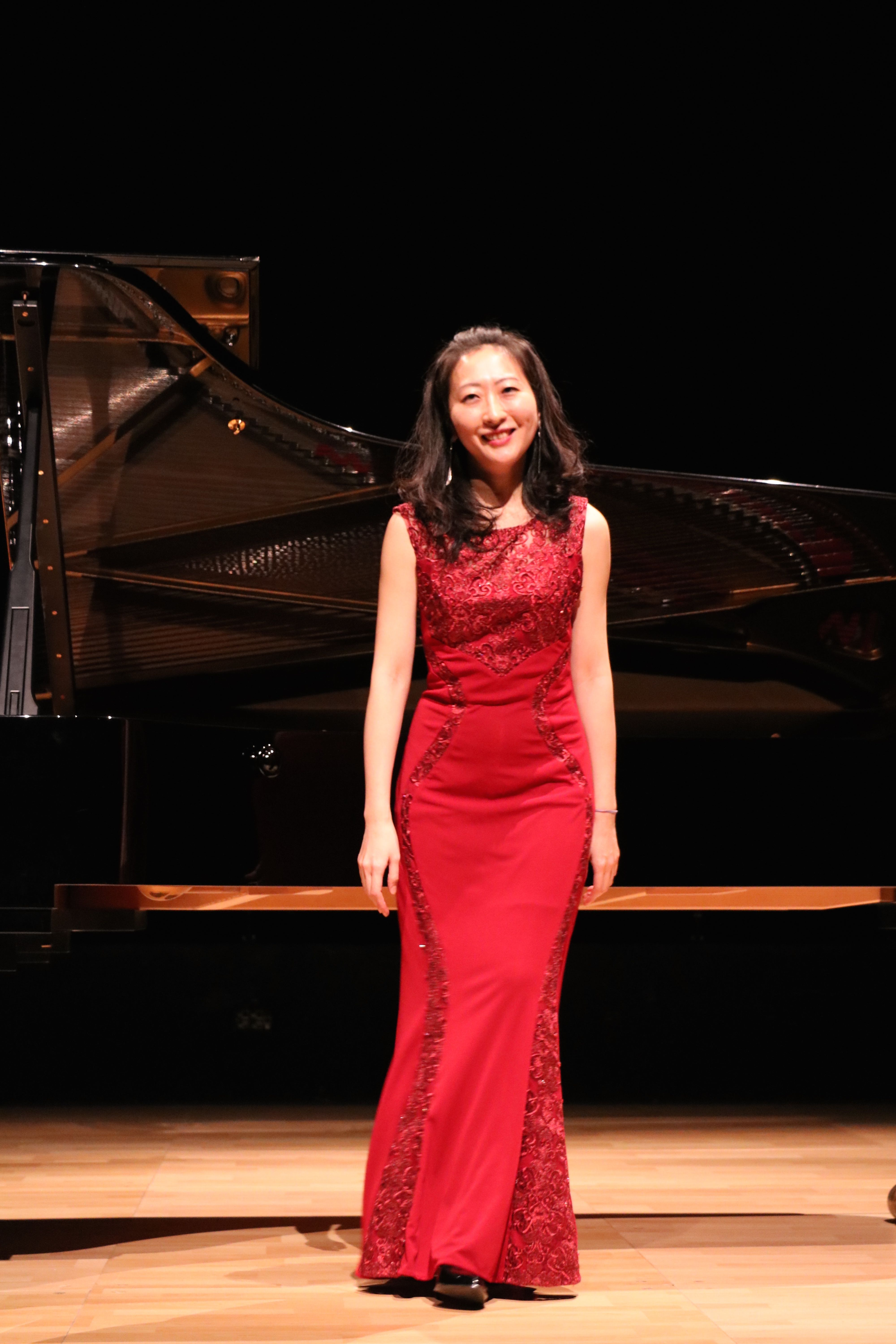
Sous les applaudissements après sa prestation à La Folle Journée 2018 à Nantes

- Sheherazade[11].

## Prix et distinctions
- 1997 : Premier prix au Concours Martha Argerich[12],[13]
- 1999 : Prix Daniel Magne